# Cafeneaua Fialkowski
Cafeneaua Fialkowski a fost deschisă la parterul și subsolul clădirii de la intersecția Străzii Regale (actualmente Strada Ion Câmpineanu) cu Calea Victoriei, lângă vechiul sediu al Teatrului Național din București și a funcționat între 1853 și 1898.